# Joos de Momper

Joos de Momper ou Joost de Momper (1564–1635) foi um dos principais pintores flamengos de paisagens no período que medeia entre Pieter Brueghel e Peter Paul Rubens. A influência de Brueghel é claramente evidente em muitas das pinturas de Momper.

## Vida

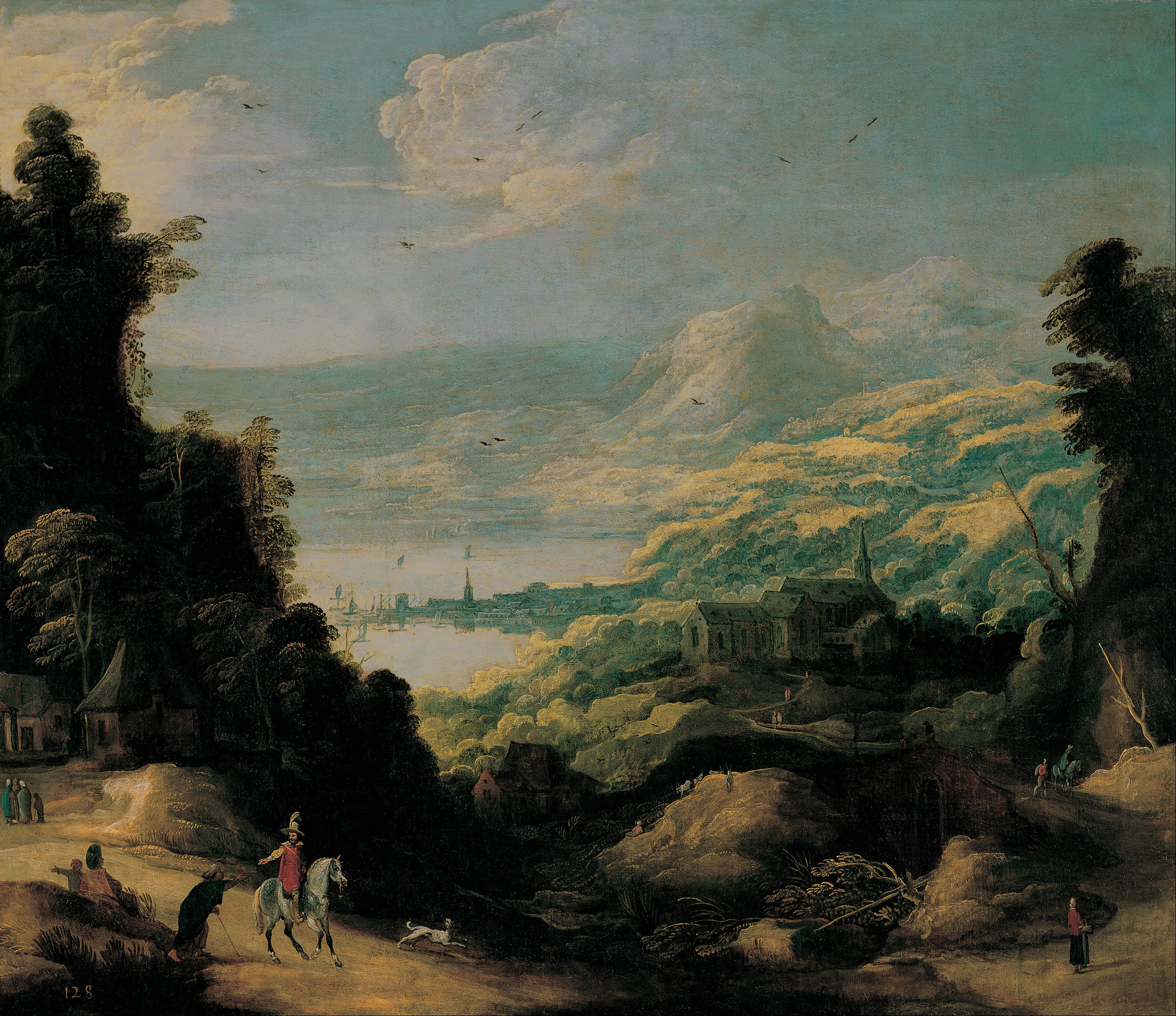
Paisagem de Montanha (1625 - 1630), Fundação Banco Santander

Momper nasceu numa família de artistas de Antuérpia e recebeu o nome do seu avô, que era um pintor de paisagens. Aprendeu a pintar com o seu pai Bartolomeu de Momper que era um pintor e editor de impressões. Em 1581 tornou-se mestre da Guilda de São Lucas de Antuérpia com apenas 17 anos de idade. Crê-se que na década de 1580 viajou para a Itália para estudar.
De Momper beneficiou de patrocínio de alto nível como é demonstrado pelo facto da arquiduquesa Isabel Clara Eugénia, governadora da Flandres, ter enviado em 1616 uma carta ao magistrado de Antuérpia exigindo-lhe para isentar de Momper do pagamento de impostos e taxas. As suas obras foram frequentemente apresentados em prestigiadas galerias de pintura a partir do início do século XVII.
Teve como alunos Louis de Caullery e o seu filho Philippe de Momper e como seguidores Frans de Momper e Hercules Seghers.
De Momper foi mencionado por Karel van Mander no seu conhecido Livro dos Pintores (Schilder-boeck) e as suas feições foram objecto de uma gravura de Anthony van Dyck.

## Obra

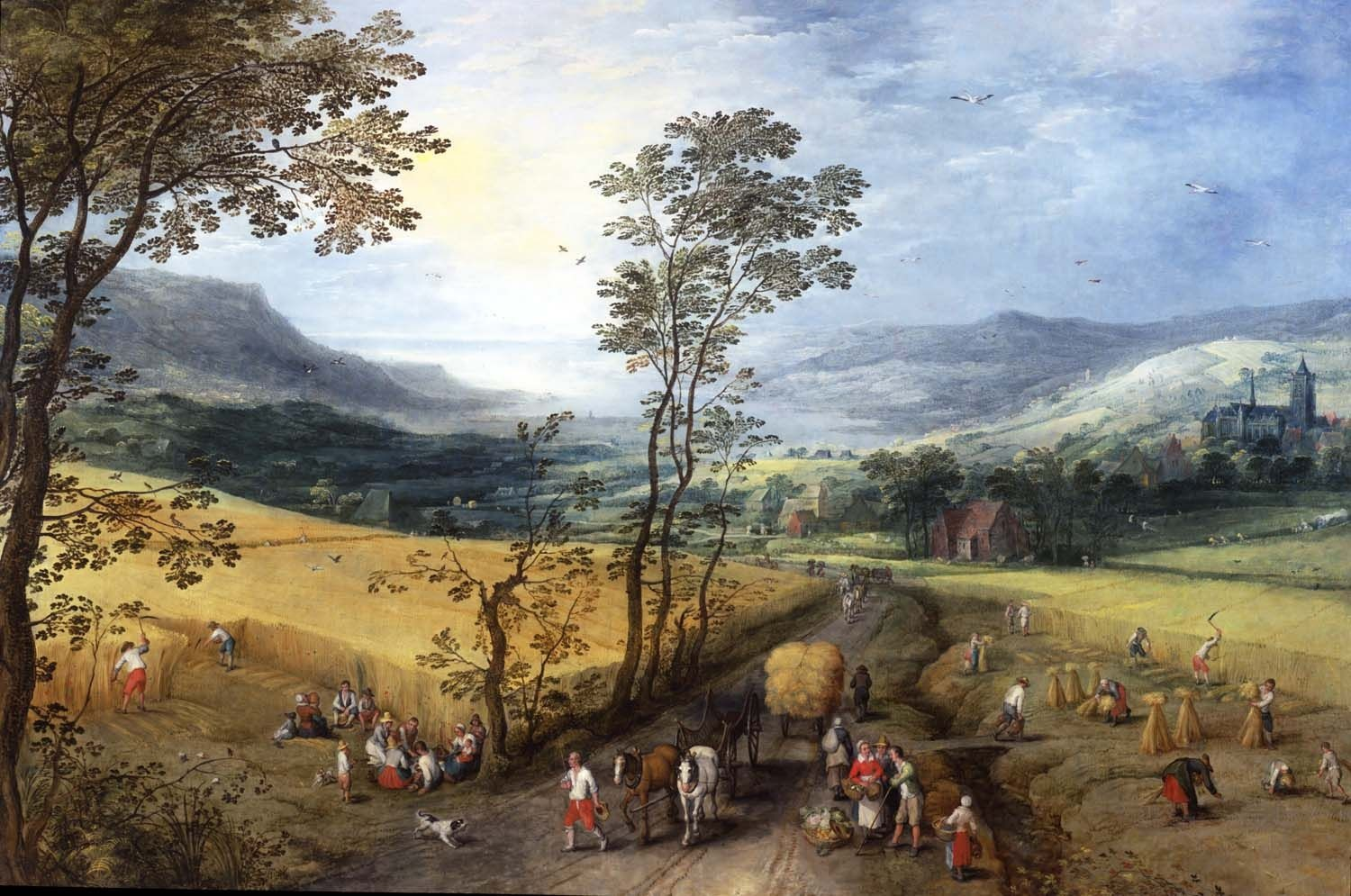
Paisagem de Verão com Ceifeiros (1610), Museu de Arte de Toledo

De Momper pintou principalmente paisagens, gênero com que foi sobremaneira apreciado durante a sua vida. Apenas um pequeno número das 500 pinturas atribuídas a de Momper estão assinadas e apenas uma está datada. A grande produção aponta para uma substancial ajuda do seu ateliê. Ele colaborou com frequência com pintores de figuras humanas como Frans Francken II, Pieter Snayers, Jan Brueghel, o Velho e Jan Brueghel, o Jovem, usualmente em largas paisagens montanhosas, e enquanto os outros pintores pintavam a staffage de Momper pintava a paisagem.
Pintou tanto paisagens imaginárias, vistas dum ponto de vista elevado e empregando uma convencional transição de cor maneirista de castanho, em primeiro plano, para verde e finalmente para azul ao fundo, como paisagens mais realísticas, com um ponto de vista mais baixo e cores mais naturais. Os seus amplos panoramas também apresentavam grupos de pequenas figuras.
As obras de Momper são principalmente inspiradas pelas íngremes encostas dos Alpes e dos maciços rochosos altaneiros representados nas pinturas de Pieter Brueghel. A sua proximidade com Jan Brueghel, o Velho, filho de Pieter, deve ter influenciado a sua exposição à linguagem deste. Isso pode também ser apreciado em alguns dos motivos da obra de de Momper que se reportam às invenções de Pieter Bruegel, como as paisagens invernais e as colheitas de cereais.  Uma das suas obras que representa uma Tempestade no Mar foi inicialmente atribuída a Pieter Brueghel, mas é agora geralmente atribuída a de Momper. Outra influência sobre de Momper foi a do especialista em paisagem Lodewijk Toeput, que foi fazer carreira em Itália. De Momper priorizava a estilização aos efeitos naturalistícos e usava profundidade e atmosfera para atingir o seu objetivo de construção espacial.
A obra de de Momper, como a do pintor de paisagem contemporâneo Abel Grimmer, tem sido com frequência  desvalorizada pela repetição de motivos animais e da apresentação enquanto as suas grandes obras têm sido interpretadas como simples versão aumentada da paisagem do mundo de Joachim Patinir, um século após a sua primeira formulação. Ele é considerado como representando o fim de uma tradição, mais do que uma revitalização ou uma inovação da pintura de paisagem, como foi acontecendo na República Holandesa no século XVII. Por outro lado, a grande dimensão das suas obras e a sua colaboração com outros artistas importantes sugerem a não preocupação com custos e a estima pelo refinamento pictórico.

## Obras notáveis
- Extensive Mountainous Landscape
- Dune landscape with travellers and cattle - National Museum, Varsóvia
- Helicon or Minerva's Visit to the Muses (com Hendrik van Balen para as figuras de pessoas e Jan Breughel para as flores - Museu Real de Belas Artes de Antuérpia
- Flemish Market and Washing Place - Museu do Prado, Madrid
- Landscape with the Temptation of Christ - National Gallery, Praga
- Mountain Scene with Bridges - Wallraf-Richartz Museum, Colónia
- Winter Landscape - Musée des Beaux-Arts et d'Archéologie de Châlons-en-Champagne

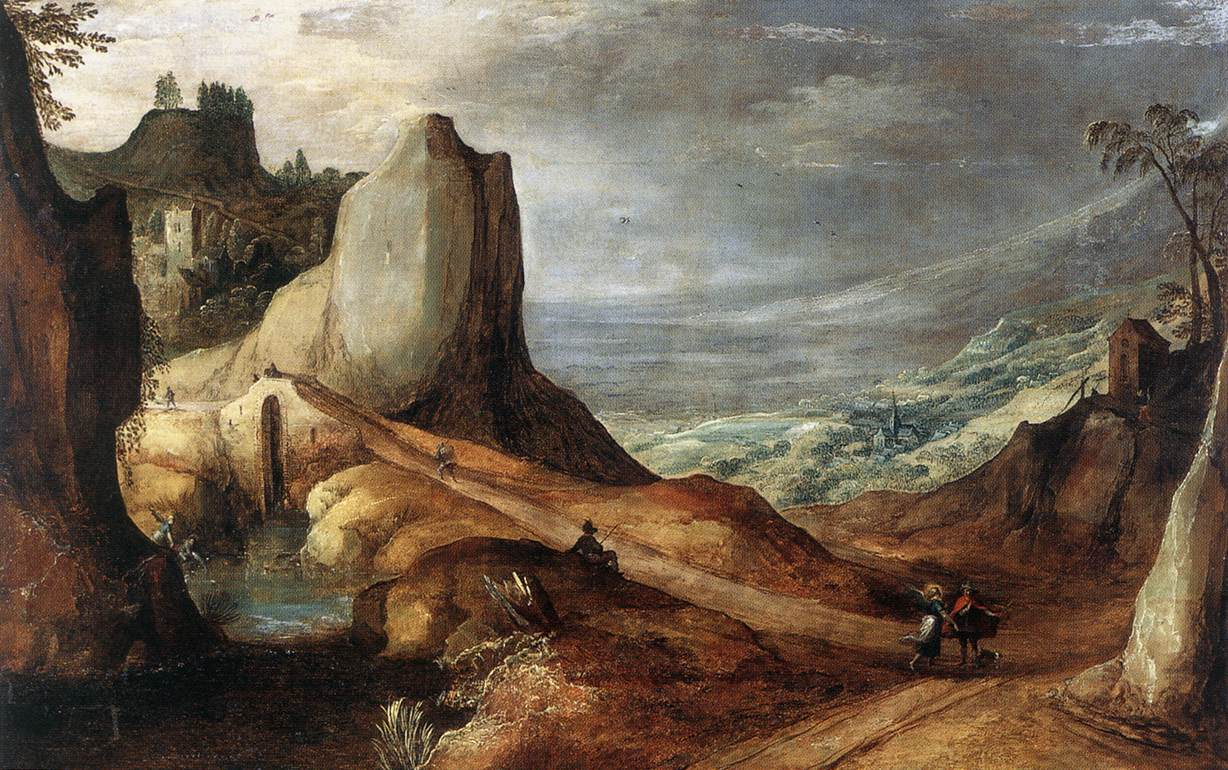
Viagem de Tobias (Tobias' Journey)
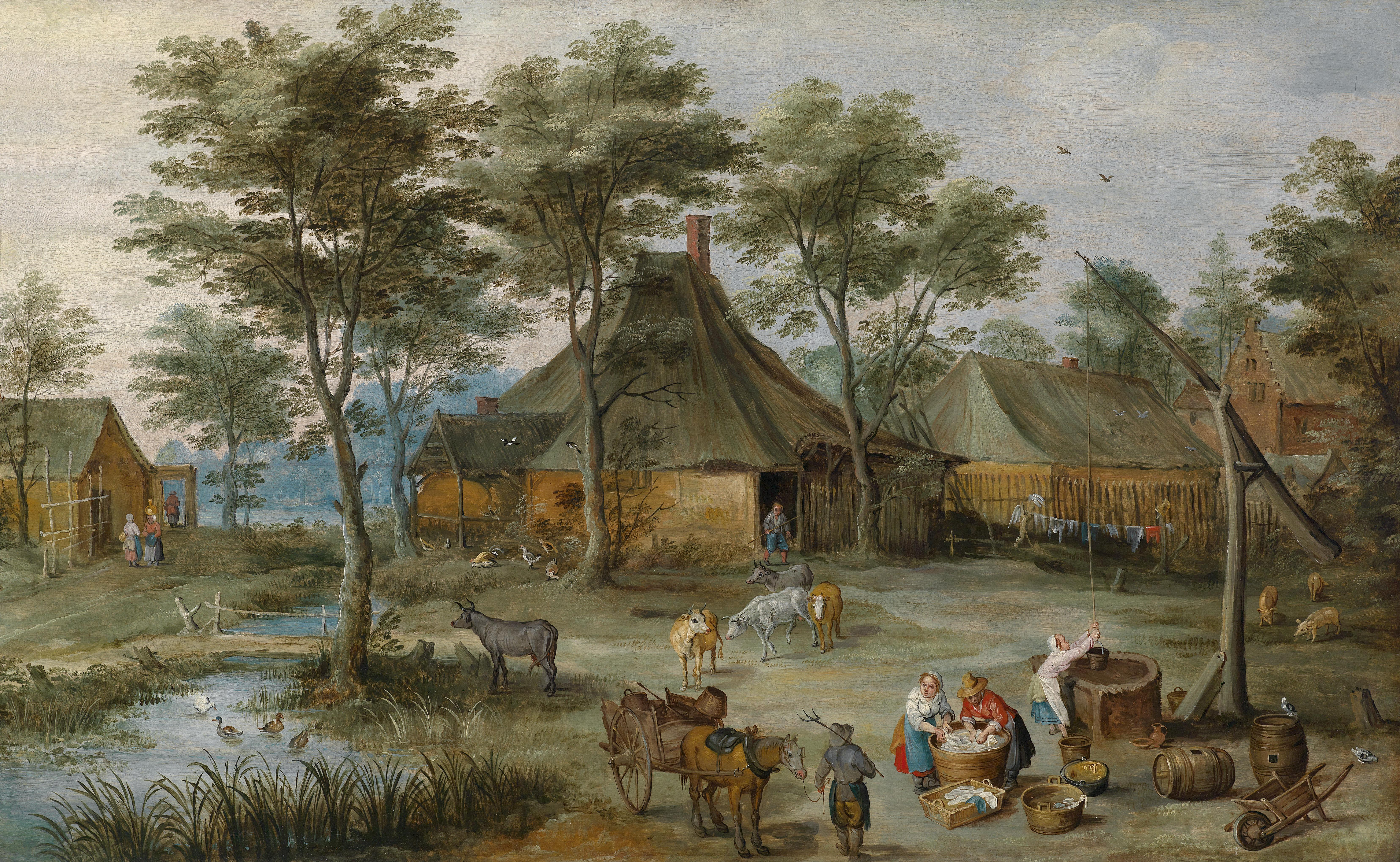
Cena aldeã com poço (Village scene with village well),  de Joos de Momper e Jan Brueghel II
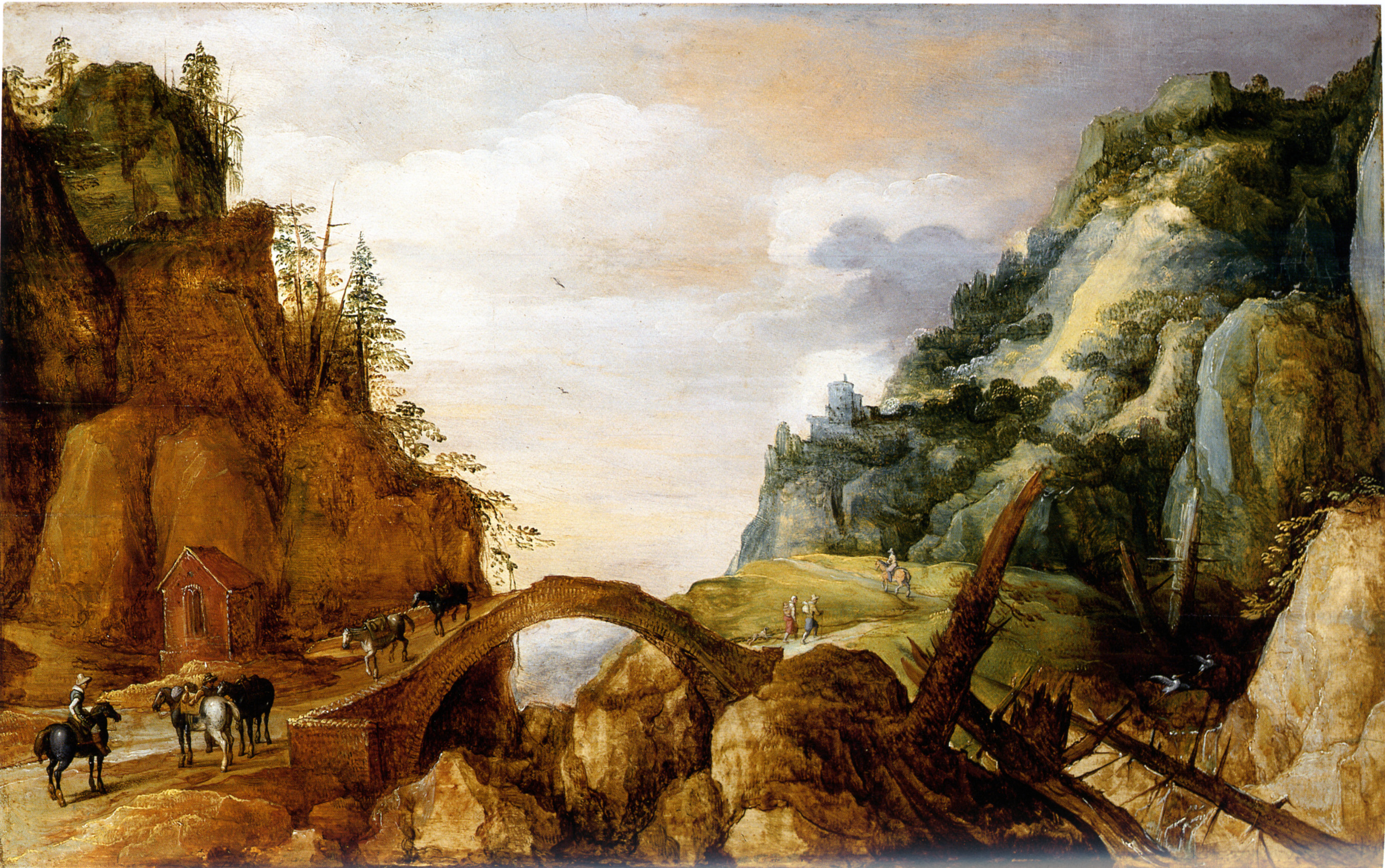
Paisagem Montanhosa (Mountainous Landscape)